# Galium paradoxum
Galium paradoxum är en måreväxtart som beskrevs av Carl Maximowicz. Galium paradoxum ingår i släktet måror, och familjen måreväxter.

## Underarter
Arten delas in i följande underarter:
- G. p. duthiei
- G. p. franchetianum
- G. p. paradoxum